# Корпус Королівської морської піхоти

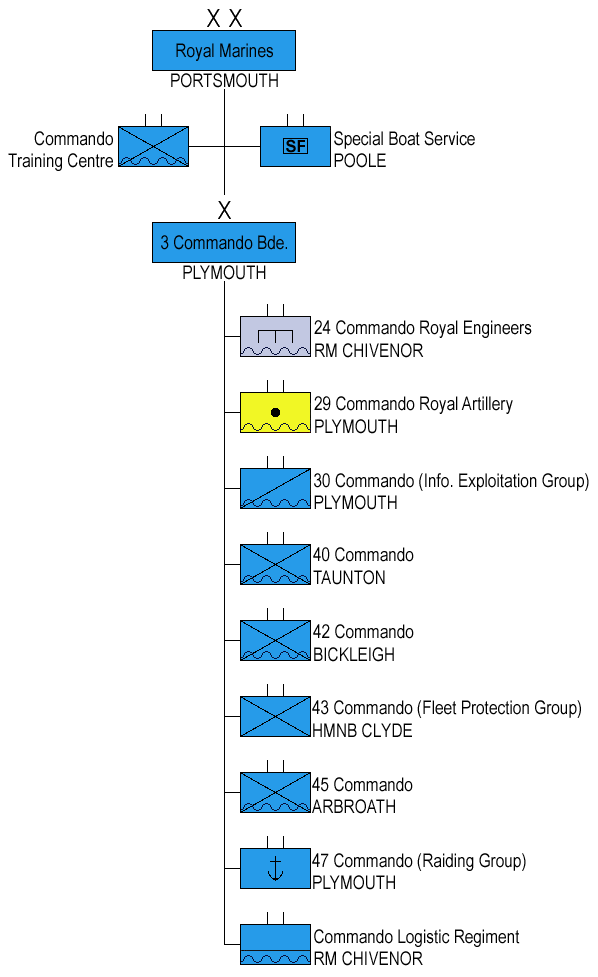
Структура Королівської морської піхоти Великої Британії

Королівська морська піхота військово-морського флоту Збройних сил Великої Британії — формування військово-морського флоту Збройних сил Великої Британії.
Велика Британія — одна з перших країн, в якій офіційно був затверджений такий рід військ (сил), як морська піхота. Це сталося у 1664 році, коли король Карл II Стюарт наказав сформувати «полк морської служби».
Новий рід сил отримав надалі назву «легка морська піхота» («червона морська піхота»). Пізніше виник ще один її вид — артилерія морської піхоти («блакитна морська піхота»), яку становили артилеристи-інструктори, спрямовані на флот за вказівкою адмірала Нельсона для навчання корабельних гарматних розрахунків.
У 1923 ці два роди сил були зведені в один, який отримав назву Британська королівська морська піхота. У Другу світову війну з неї формували частини «командос», які діяли як ударні загони під час висадки десантів на берег. Морська піхота активно використовувалася під час війни за Фолклендські острови (1982) та війни в Іраку (2003—2010).

## Історія
Датою створення Королівської морської піхоти можна вважати 28 жовтня 1664 коли на території Honourable Artillery Company було створено «піший морський полк герцога Йорку і Олбані».

### Початок
5 квітня 1755, Морські сили Його Величності, п'ятдесят рот у трьох дивізіях, розквартировані у Чатемі, Портсмуті та Плімуті, були сформовані за наказом Ради під контролем Адміралтейства. Спочатку польовими офіцерами були виключно офіцери Королівських ВМС, тому що на флоті відчували, що звання офіцерів морської піхоти більш почесні. Це значило, що офіцер морської піхоти міг отримати лише звання підполковника. Це тривало до 1771 коли перший морпіх отримав звання полковник. Таке ставлення збереглося у 1800-ті. Протягом 18-го століття, морська піхота брала участь у чисельних висадках по всьому світу, найбільш відомою висадкою була у Бель-Іль на узбережжі Бретані у 1761. Вони також брали участь у війні за незалежність США, особливо показавши себе у битві при Банкер-Гіллі на чолі з майором Джоном Піткерном.

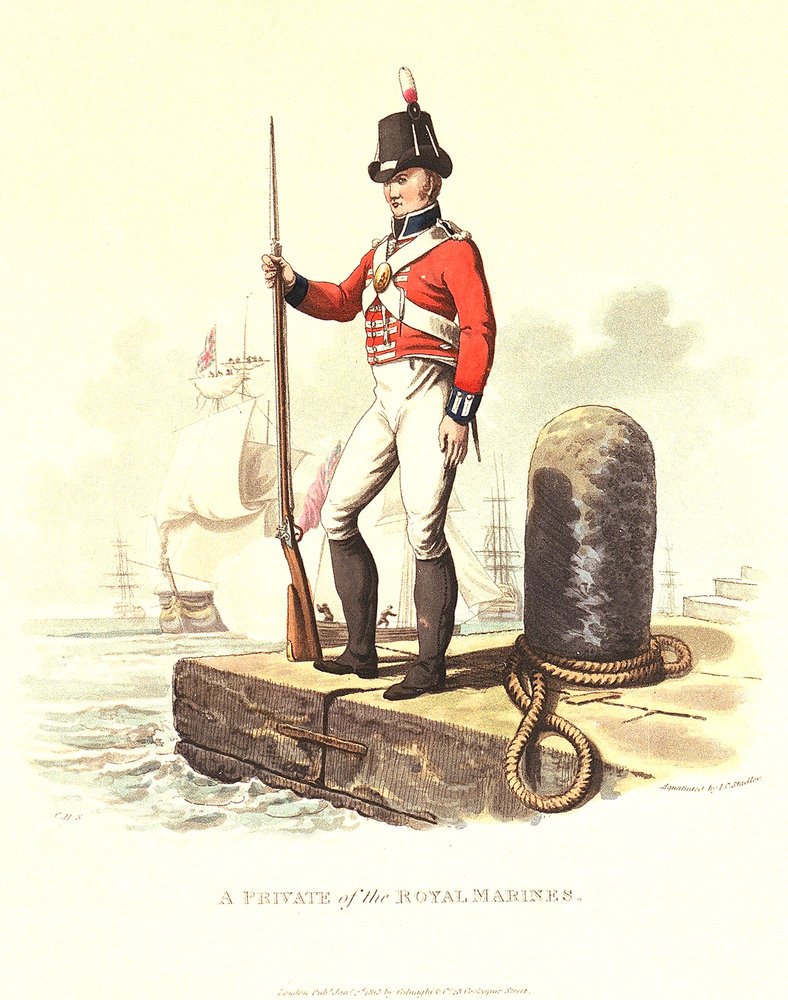
Рядовий морської піхоти, 1815.

У 1788 загін з чотирьох рот морської піхоти, під командування майора Роберта Росса, разом з Першим флотом захистили нову колонію у Ботанічній затоці (Колонія Новий Південний Уельс). Через помилку Флот покинув Портсмут без головних запасів боєприпасів і не був оснащений до докування Флоту в Ріо-де-Жанейро у середині походу. Один автор стверджує, що морські піхотинці навмисно поширювали віспу серед корінного населення Австралії з метою зниження їх військової ефективності, але ці дані не підтверджується кількома записами і більшість дослідників пов'язують спалах віспи з іншими причинами.
У 1802, загалом за підтримки адмірала Ерла Ст. Вінсента, підрозділи отримали назву Royal Marines (англ. Королівські Морпіхи) Короля Георга III. Royal Marines Artillery (англ. Артилерія Королівської морської піхоти) (RMA) було створено як окремий підрозділ у 1804 для керування бомбардирським кораблем. Артилерією управляли каноніри полку Королівської армійської артилерії, але стрільбою керували морські офіцери, оскільки армійські офіцери не розумілися на веденні вогню з корабля. Через те, що форма артилеристів була синього кольору, тому вони мали прізвисько «Blue Marines», у той час як піхота носила червоні мундири британської піхоти, через, що була відома як «Red Marines», матроси часто давали їм напівзневажливе прізвисько «Lobsters».
Під час наполеонівських війн Королівські Морські піхотинці брали участь у майже у всіх визначних морських битвах на борту кораблів Королівського флоту і брали участь багатьох десантних операціях. Морпіхи на борту корабля мали дві задачі; перша — вони забезпечували безпеку і підтримували дисципліну на борту і друга — обстрілювати екіпажі ворожих кораблів у бою або воювати у абордажних боях. На Карибському театрі волонтери з визволених французьких рабів на острові Марі-Галант вступили до Першого корпусу Колоніальної морської піхоти. Ці люди зміцнили ряди морської піхоти і допомогли британцям втримати острів до приходу підкріплення. Таку практику повторили під час війни 1812 року, коли біглі американські раби утворили Другий корпус Колоніальної морської піхоти. Цими людьми командували офіцери Королівської морської піхоти. Цей корпус воював разом з підрозділами регулярної Морської піхоти у битві при Бладенсберзі. Під час війни підрозділи Королівських морпіхів здійснювали рейди на східне узбережжя Америки, зокрема на річку Пенобскот та у Чесапікську затоку. Вони брали участь у битві при Новому Орлеані і пізніше допомогли у захопленні Форту Бауер у затоці Мобіл, що стало останньою операцією тієї війни.

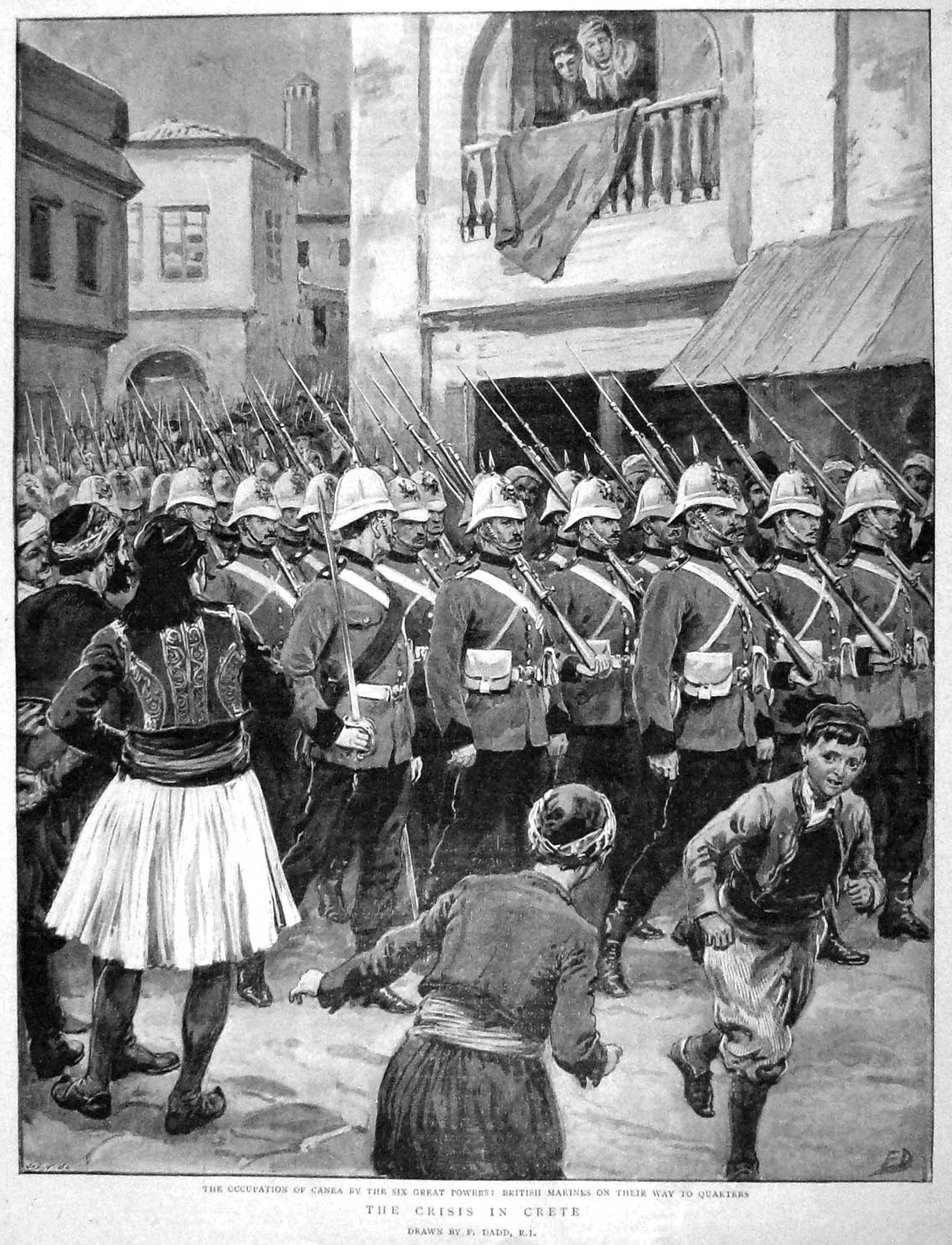
Королівська Морська піхота на параді на вулицях Ханьї на весні 1897, після британської окупації.

У 1855 піхота отримала назву Royal Marines Light Infantry (англ. Королівська морська легка піхота). Під час Кримської війни у 1854 та 1855, Королівські морські піхотинці отримали Хрест Вікторії, два у Криму і один на Балтиці. У 1862 р. назву було злегка змінено на Royal Marine Light Infantry. Королівський флот після 1850 не воював з іншими кораблями і виявив зацікавленість у висадках морських бригад. У цих морських бригадах, Королівські морські піхотинці повинні були висаджуватися першими і зачищати плацдарм для матроської піхоти і артилерії. Такі зачистки були традиційними для легкої піхоти. Більшу частину своєї історії британські морські піхотинці виступали у ролі фузілерів. Останню половину 19 ст. морські піхотинці брали участь у багатьох висадках по всьому світу, особливо під час Першої та Другої опіумних воєн (1839—1842 і 1856—1860) проти китайців. Вони всі були вдалими, окрім висадки у гирлі Пейхо у 1859, де адмірал сер Джеймс Хоуп наказав висаджуватися на замулених берегах.
Королівська морська піхота зіграла значну роль у боксерському повстанні у Китаї (1900), де морські піхотинці отримали Хрест Вікторії.
Будування кар'єри у морській піхоті протягом 18 та 19 ст. виглядало як соціальне самогубство, через те, що офіцери морської піхоти мали нижчий статус ніж офіцери Королівського флоту. Першу спробу зрівняти у правах офіцерів морської піхоти і флоту було зроблено у 1907 році з впровадження загальної системи несення служби, після вступу на службу шляхом виконання однакових завдань обома групами і проходженням однакових тренувань.

## Світові війни

#### Перша світова війна
Під час Першої світової війни, окрім базування на кораблях, Королівські морпіхи були частиною королівської військово-морської дивізії, яка висадилася у Бельгії у 1914 щоб допомогти у обороні Антверпена і пізніше брали участь у Дарданельській операції у 1915. Вони також брали участь у боях на західному фронті. Першими двома командувачами дивізії були артилерійські генерали Королівської морської піхоти. Інших морпіхів використовували як десантних під час кампанії ВМС проти турецьких фортифікаційних укріплень у Дарданеллах перед висадкою у Галіополі. Їх висадили на турецьке узбережжя після бомбардування британськими і французькими кораблями фортифікаційних споруд і, якщо потрібно, щоб закінчити їхнє руйнування. Королівські морпіхи останніми покинули Галіополі, замінивши британські і французькі війська у запланованому і успішному виведенні військ з пляжів.
Королівські морпіхи також брали участь у рейді на Зеєбрюгге у 1918. П'ять морпіхів отримали Хрест Вікторії під час Першої світової війни, два у Зеєбрюгге, один у Галіополі, один у Ютландській битві і один на Західному фронті.

#### Міжвоєнний період
Після війни Королівські морські піхотинці брали участь у інтервенції у Росії. У 1919 6-го батальйону морпіхи збунтувалися і були розформовані у Мурманську. Королівська артилерія морської піхоти (RMA) та Королівська морська легка піхота (RMLI) були об'єднані 22 червня 1923. Через післявоєнну демобілізацію кількість Королівської морської було зменшено з 55 000 (1918) до 15 000 у 1922, а з боку Скарбниці відбувався тиск на зменшення корпусу до 6000 або навіть і до розформування. Дійшли до компромісу у кількості у 9500, але без існування двох окремих підрозділів. Скасування артилерії морської піхоти призвело до того, що при висадці десанту для вогневої підтримки використовували Королівську артилерію, тепер назва Королівська морська піхота відносилася до всього Корпусу і лише кілька спеціалістів проходили артилерійське навчання. Кольори уніформи артилерії, темно-синій і червоний, стали загальними для всього Корпусу. Але досі офіцери Королівської морської піхоти як парадну форму продовжують носити червону форму. Чини рядовий, використовувався у RMLI, і канонір (Gunner), використовувався у RMA, були скасовані і замінені на Marine (морпіх).

#### Друга світова війна

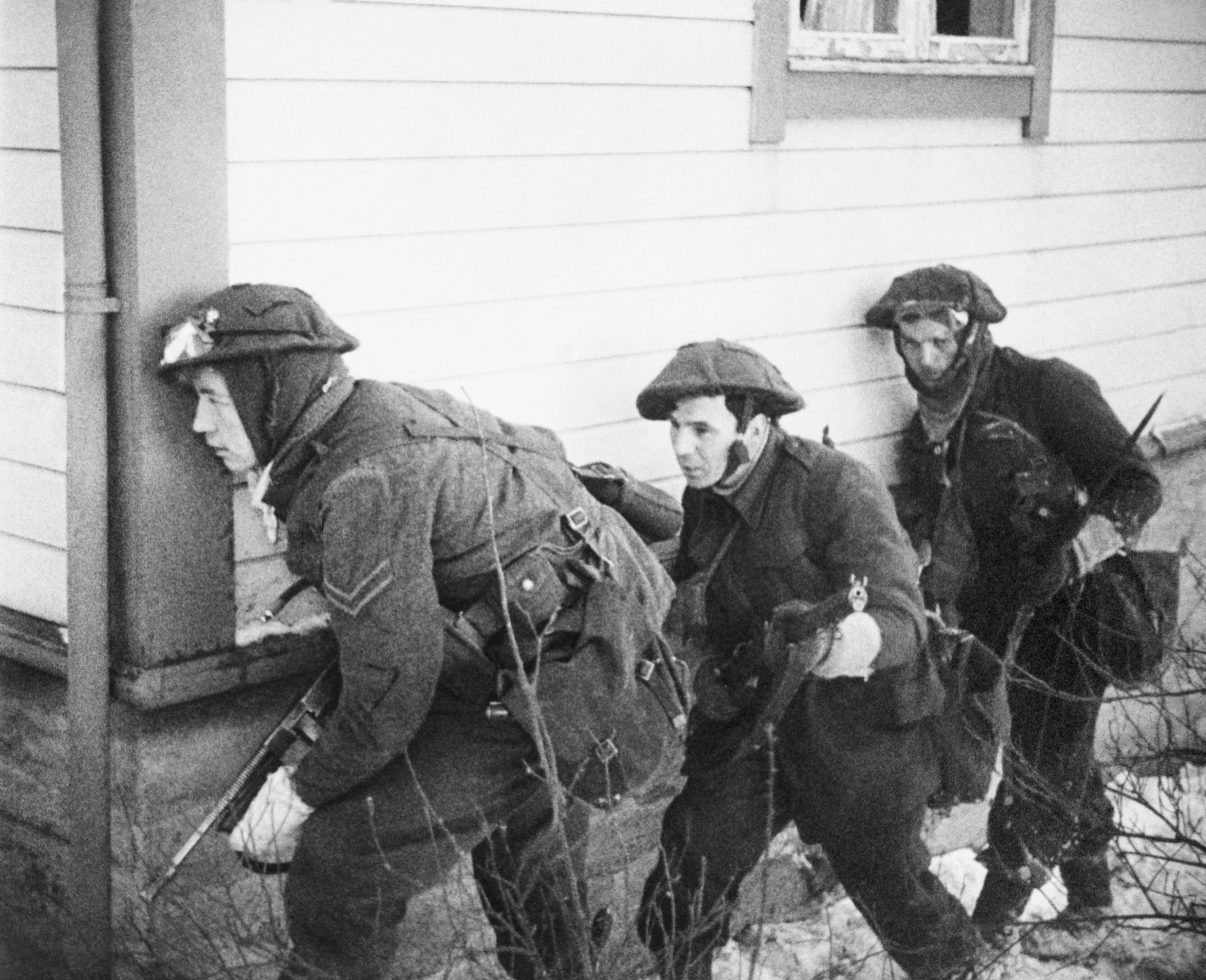
Британські командос під час операції «Стрільба з лука», Норвегія.

Під час Другої світової війни, невелика частина Королівської морської піхоти першою висадилася у Намсосі у квітні 1940, захопивши плацдарми біля міста для висадки британської армії через два дні. З Королівських морпіхів сформували підрозділ амфібійної тренувальної дивізії, частина якої несла службу у Дакарі і брала участь у захваті Мадагаскару. Після штурму французької військово-морської бази у Анцирабе на Мадагаскарі, 50 морпіхів з HMS Ramilles під командуванням капітана Мартіна Прайса були висаджені на мол бази есмінцем HMS Anthony після прориву через французькі берегові батареї, які захищали затоку Дієго-Суарес. Вони захопили дві батареї, через що французи швидко здалися.
До того ж Королівська морська піхота сформувала Мобільну організацію для захисту військово-морських баз (МОЗВМБ), яка була схожа на захисні батальйони КМП США. Один з підрозділів брав участь у обороні Криту. Королівські морпіхи також брали участь у Малайській операції і у Сингапурській операції, після втрат вони були об'єднані з 2-им батальйоном лінійної піхоти Argyll and Sutherland Highlanders для формування підрозділу «Plymouth Argylls». Королівські морпіхи утворили один підрозділ Командос (A Commando), який брав участь у Дьєпській операції. Через місяць після Дьєпу, більша частина 11-го батальйону Королівської морської піхоти загинула або потрапила у полон через ступеневі висадки у Тобруку під час операції «Егрімент», морпіхів було знову об'єднано з підрозділом Argyll and Sutherland Highlanders, цього разу з 1-м батальйоном. У 1942 піхотні батальйоні Королівської дивізії морської піхоти були реорганізовані у Командос, приєднавшись до британських армійських командос. Командування дивізії було реорганізовано у командування бригадою спеціального призначення. Війська підтримки були реорганізовані в екіпажі десантних кораблів і брали участь у дні D у червні 1944.

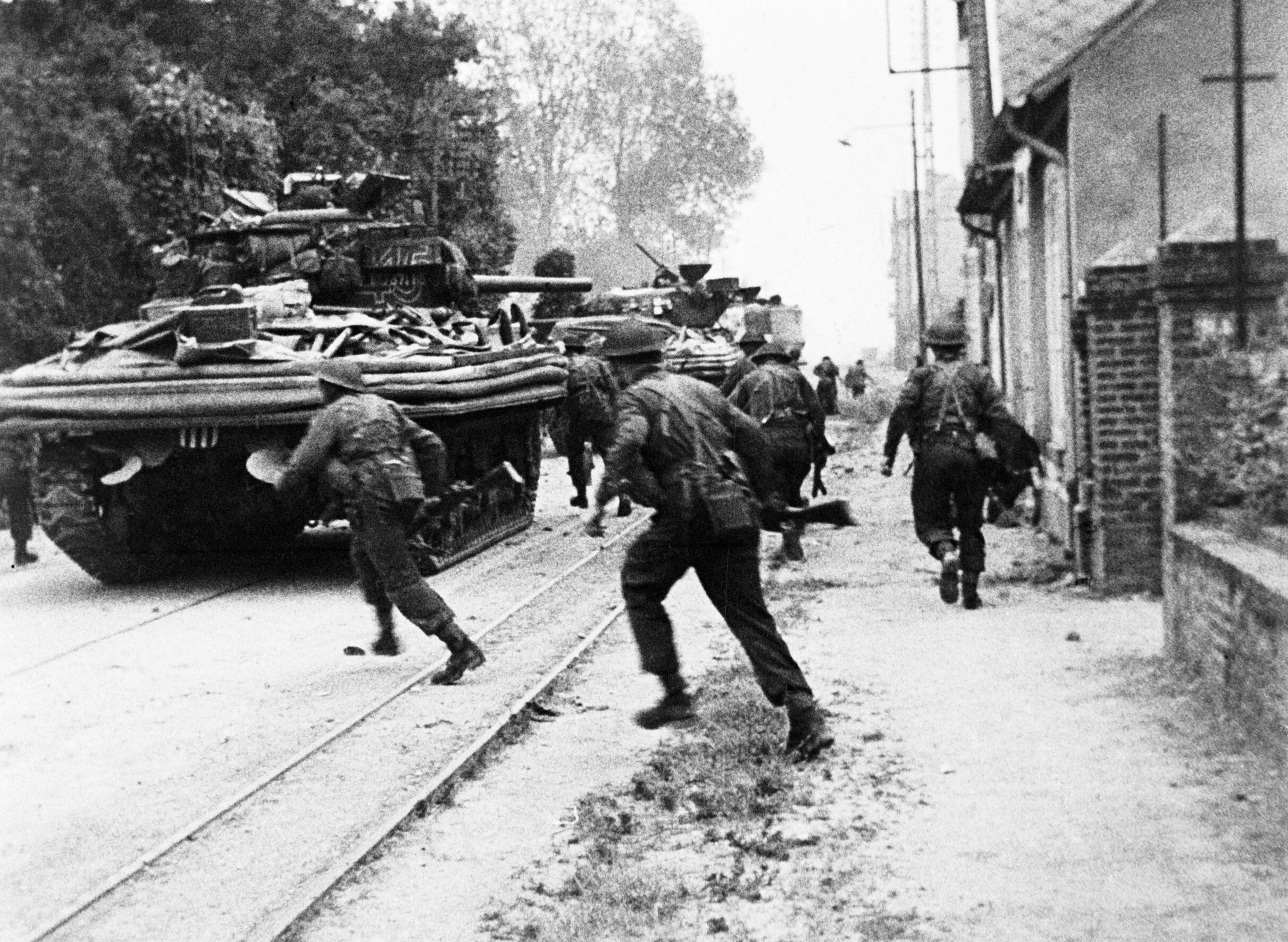
Бійці підрозділу Командос № 4 (Армія) ведуть вуличні бої з німцями у Ріва-Белла, поблизу Уїстреам.

Під час війни було створено чотири бригади спеціального призначення (пізніше бригади Командос) і до складу усіх бригад входили Королівські морпіхи. Під час війни було створено 9 батальйонів Командос морської піхоти, нумерація від 40 до 48. Перша бригада командос мала лише один батальйон морпіхів, Командос № 45. Друга бригада мала два батальйони, № 40 та 43. Третя бригада мала також два батальйони, № 42 та 44. Четверта складалася повністю з Морської піхоти після березня 1944, № 41]], 46, 47 та 48. Перша бригада брала участь у битві за Туніс, а потім у штурмі союзниками Сицилії та Норвегії, у боях за Рейн та у Рейнській операції. Друга бригада брала участь у висадці у Салерно, Анціо, Комаччіо та у боях на Готській лінії. Третя бригада служила на Сицилії і брала участь у Бірманській операції 19441—1945. Четверта брала участь у битві за Нормандію і у битві на Шельді на острові Валхерен під час визволення Антверпена.

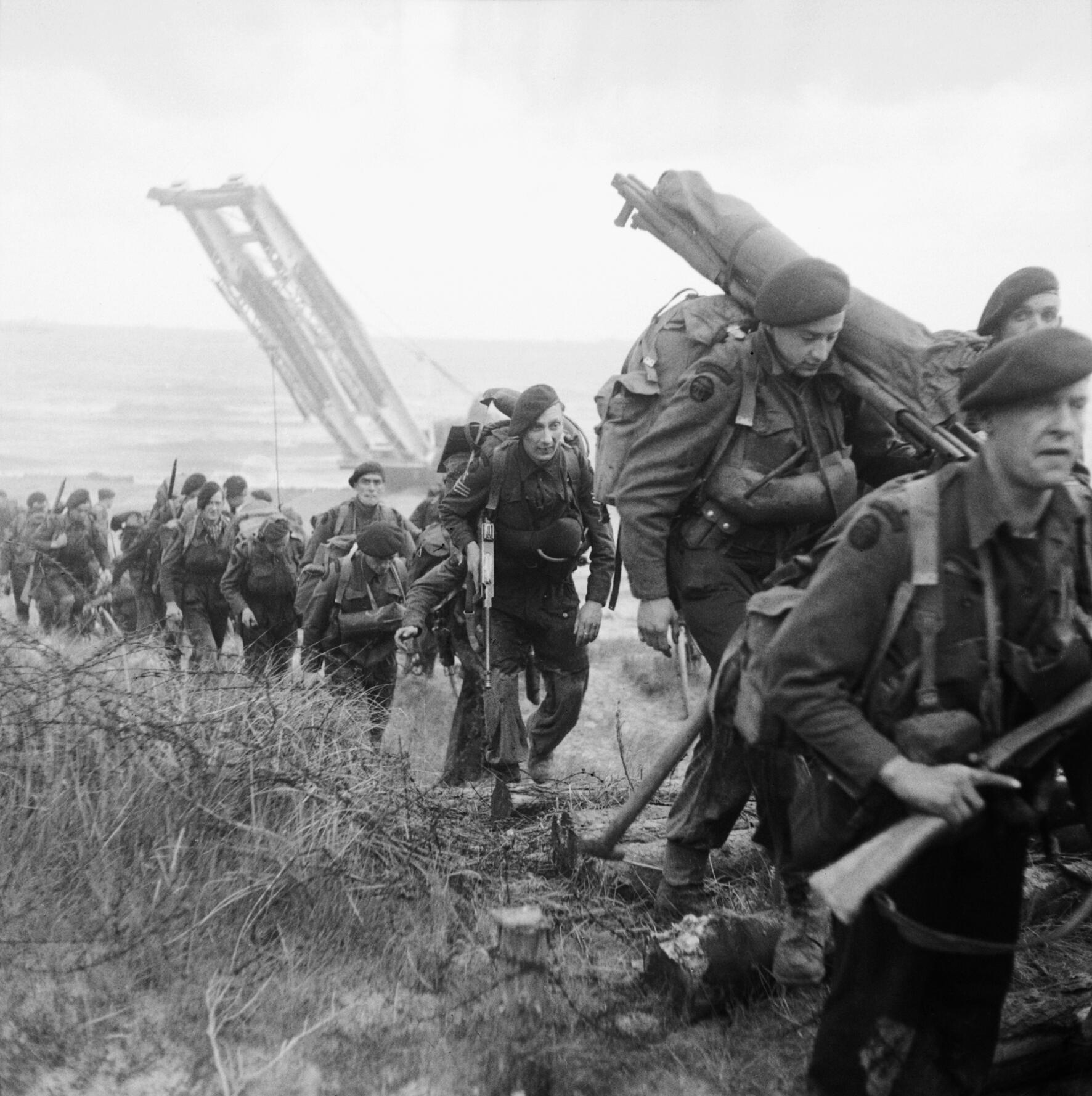
Командос Королівської морської піхоти 3-ї дивізії на марші від точки висадки на пляжі Меч, 6 червня 1944.

У січні 1945, було сформовано ще дві бригади, 116-та та 117-та. Обидві були чисто піхотними, без завдань для Командос. 116-та воювала у Нідерландах, а 117-та практично не використовувалася у боях. Крім того, у Австралії базувався підрозділ Штурмових десантних кораблів (ШДК) як навчальний. У 1946 армійських командос було розформовано, роль Командос перейшла до Королівської морської піхоти (з армійськими підрозділами підтримки). Декілька морпіхів служили пілотами під час війни. Саме офіцер морської піхоти командував атакою літаків Blackburn Skua на німецький крейсер Königsberg. 18 морпіхів командували підрозділами повітряних сил флоту, а також підрозділами які входили до складу британського тихоокеанського флоту і брали участь у атаках на Японію. Загалом ескадрильями командували капітани і майори.
Під час війни, окрім десантних операцій, Королівські морські піхотинці й далі виконували свої обов'язки з обслуговування гарматних башт крейсерів і лінкорів. Вони також були екіпажами малих десантних кораблів і входили до складу Групи броньованої підтримки Королівської морської піхоти керуючи танками Centaur IV під час Дня Д, один із цих танків можна побачити поряд з мостом Пегасус через Канський канал.
Лише один морпіх (Капрал Томас Пек Хантре з 43 Командос) був нагороджений хрестом Вікторії під час Другої світової війни на озері Комаччіо у Італії. Хантер став останнім Командос морської піхоти, який отримав медаль. Підрозділ Boom Patrol Королівської морської піхоти під командуванням Блонді Гаслара провів операцію «Франктон», яка стала основою для створення повоєнної Спеціальної човнової служби.

### Постколоніальний період
Найбільших змін Корпус зазнав змін після 1945, коли Королівська морська піхота отримала роль і пройшла навчання британських командос. Королівська морська піхота має яскраву історію, з початку створення у 1942 Командос морської піхоти вони брали участь у багатьох операціях по всьому світу, кожного року, окрім 1968.
Вони стали першим підрозділом, який провів десантування з вертольотів, під час Суецької кризи у 1956. Вони також були частиною десантних підрозділів у 1982 у Фолклендській війні.

## Сучасність

### Особовий склад

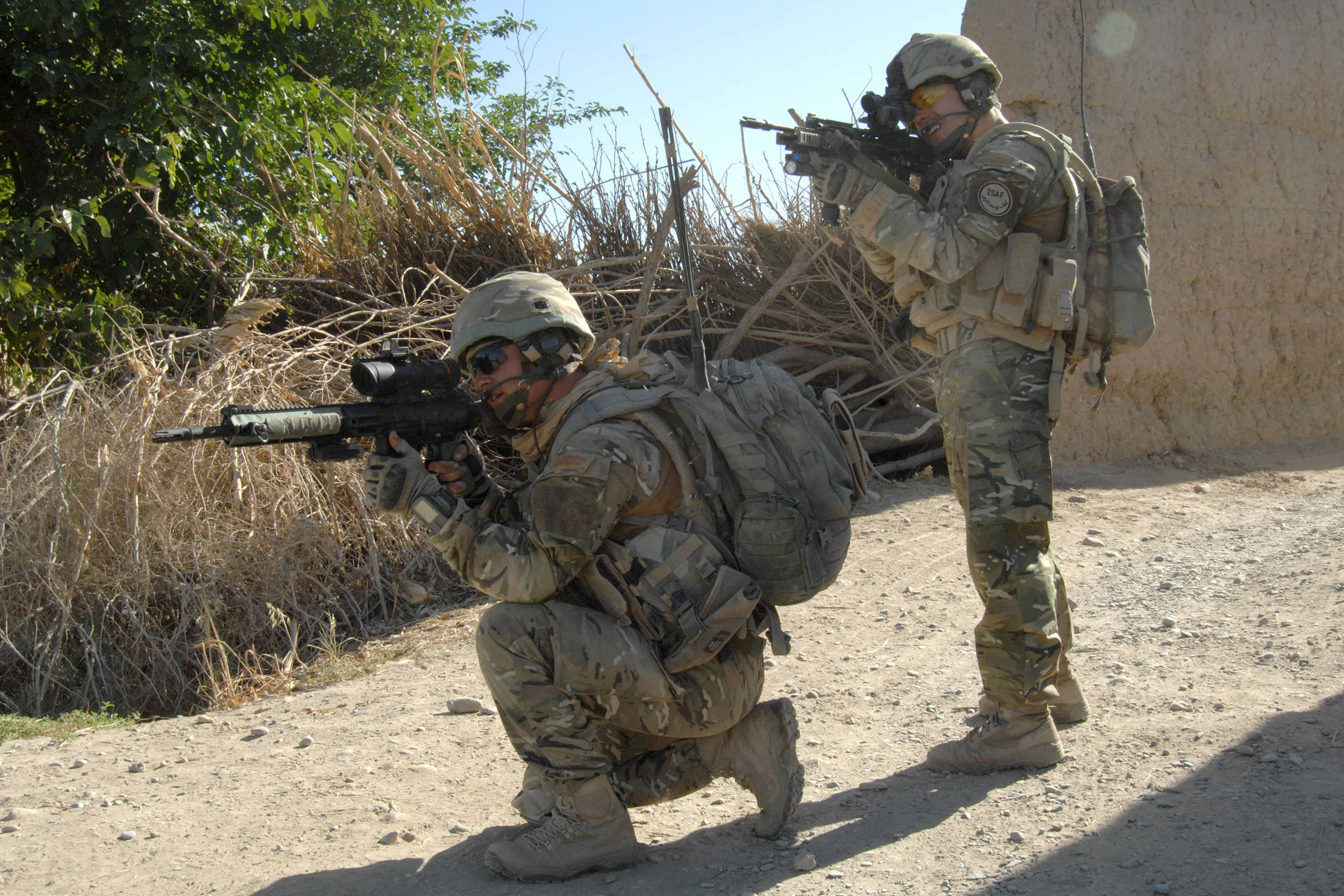
Королівські морські піхотинці у Сангіні, Афганістан, 2010

Королівські морські піхотинці є частиною військово-морської служби і підпорядковуються командувачу флотом. Структура чинів корпусу схожа на структуру в британській армії, офіцери і інші чини набираються і навчаються окремо від особового складу військово-морських сил, жінок приймають лише на службу до Оркестру Королівської морської піхоти. В середньому кожного року набираються 1200 рекрутів і 2000 потенційних рекрутів, а також 400 потенційних офіцерів проходять навчання.
У 1944 р. під час війни у Королівській морській піхоті проходило службу найбільша кількість людей — більше 70 000. Після перемоги чисельність Королівської морської піхоти було скорочено до довоєнної — 13 000. Коли у 1960 закінчилася Національна служба, чисельність морпхів було скорочено до 9000 осіб, але усі вони пройшли навчання на рівні Командос. На жовтень 2014 чисельність Королівської морської піхоти складала 7760 і 750 резервістів, тому загальна кількість становить 8510. Королівські морські піхотинці — єдиний європейський підрозділ морської піхоти, який може діяти амфібійними силами рівня бригади.

### Техніка і озброєння
Піхота Основною зброєю Королівських морпіхів є штурмова гвинтівка L85A2, інколи з підствольним гранатометом L123A3. Вогонь підтримки можна вести з легких кулеметів L110A1, L7A2 General Purpose Machine Gun (GPMG) і важкого кулемета L111A1 (який зазвичай встановлено на бронетехніці); непрямий вогонь можна вести з 81 мм міномета L16A2. Снайперська гвинтівка — L115A3, розроблена Accuracy International. Нещодавно взято на озброєння L129A1 як марксманська гвинтівка. Іншим озброєнням є ПТКР Javelin, пістолети L107A1, L131A1 та бойовий кинджал Фейрберна-Сайкса.
БроняКоролівська морська піхота не має танкового озброєння, проте, вони використовують легкі броньовані і високомобільні транспортні засоби для висадки на сушу або швидкого розгортання. Основною бронетехнікою Броньованої групи підтримки є броньований всюдихід BvS 10 Viking. Іншою, легкою технікою є броньована патрульна машина Land Rover Wolf, бойова броньована машина Jackal (MWMIK) і всюдихід Pinzgauer.
Артилерія Підтримку польовою артилерією здійснює 29-й Королівський артилерійський полк Командос британської армії за допомогою буксирної 105 мм гаубиці L118 Light Gun. Полк підготовлений за програмою Командос.
Авіація Вертолітні сили Командос військової авіації надають вертолітну підтримку Королівської морської піхоти. На озброєнні стоять середні транспортні вертольоти Merlin HC4/4A і ударні вертольоти Wildcat AH1. Крім того, повітряні сили Великої Британії надають важкі вертольоти Chinook і середні Puma HC2.
Флот Королівські морпіхи мають транспортні судна для перевезення військ і матеріалів з корабля на узбережжя або для форсування ріки або для патрулювання. До них належать десантний корабель на повітряній подушці 2000TDX, десантний катер Mk10, десантний судно Mk5 і SDV Mk8 Mod 1 підводний апарат для бойових плавців. Також у великій кількості використовуються малі десантні судна, такі як морський патрульний катер, Rigid Raider і гумовий надувний човен.

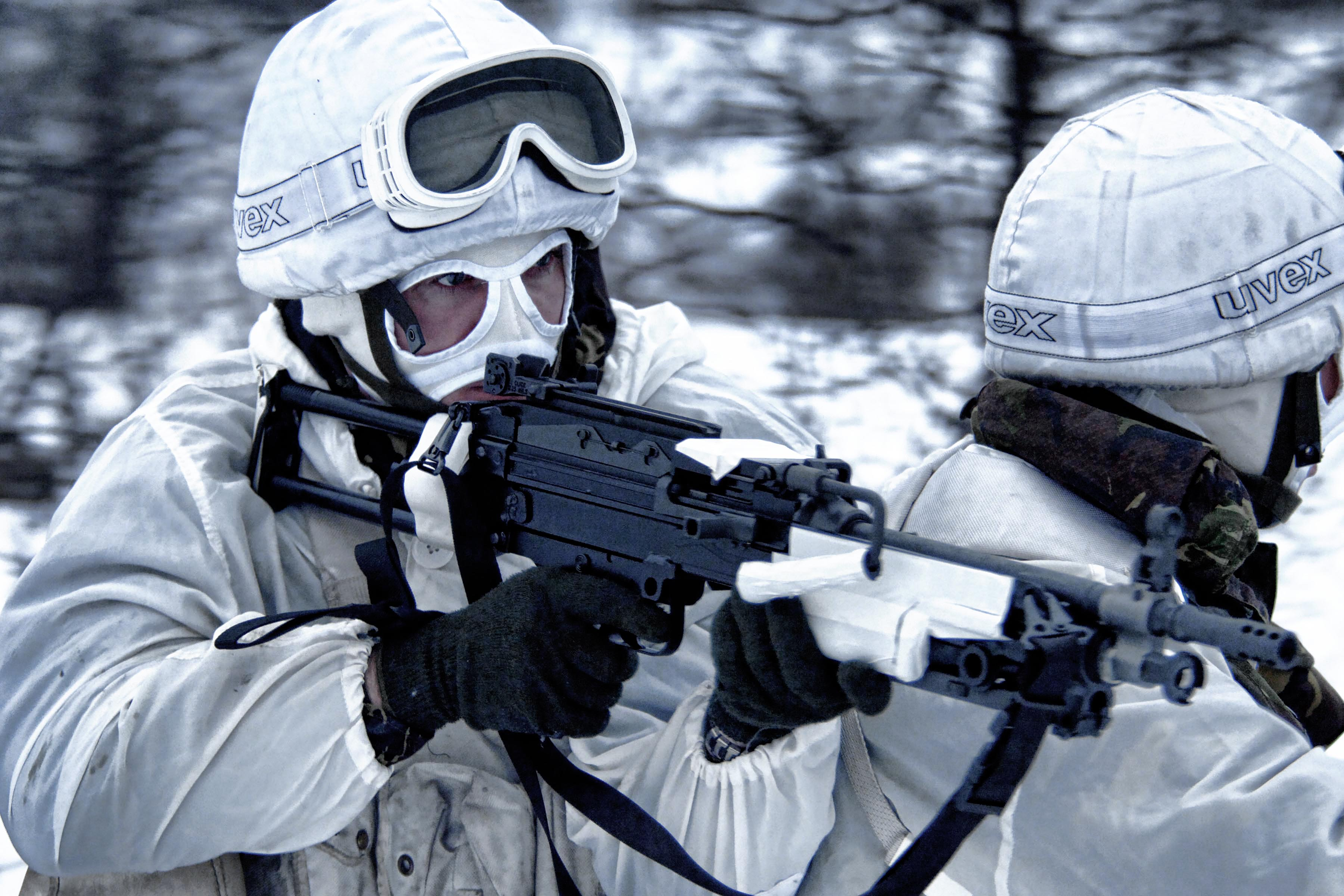
Морпіхи в арктичному камуфляжі під час навчань у Норвегії.
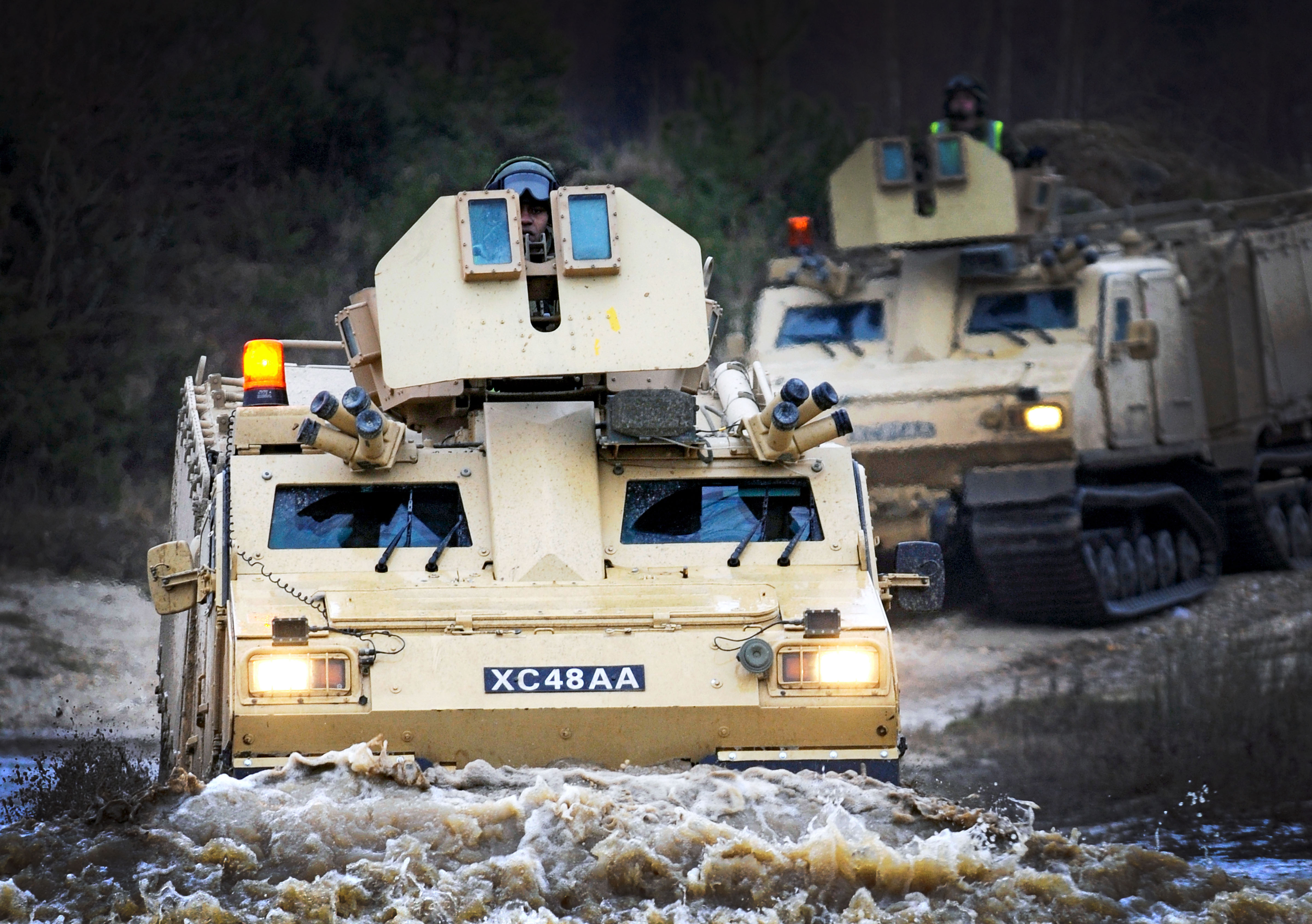
BvS 10 Vikings на навчаннях.
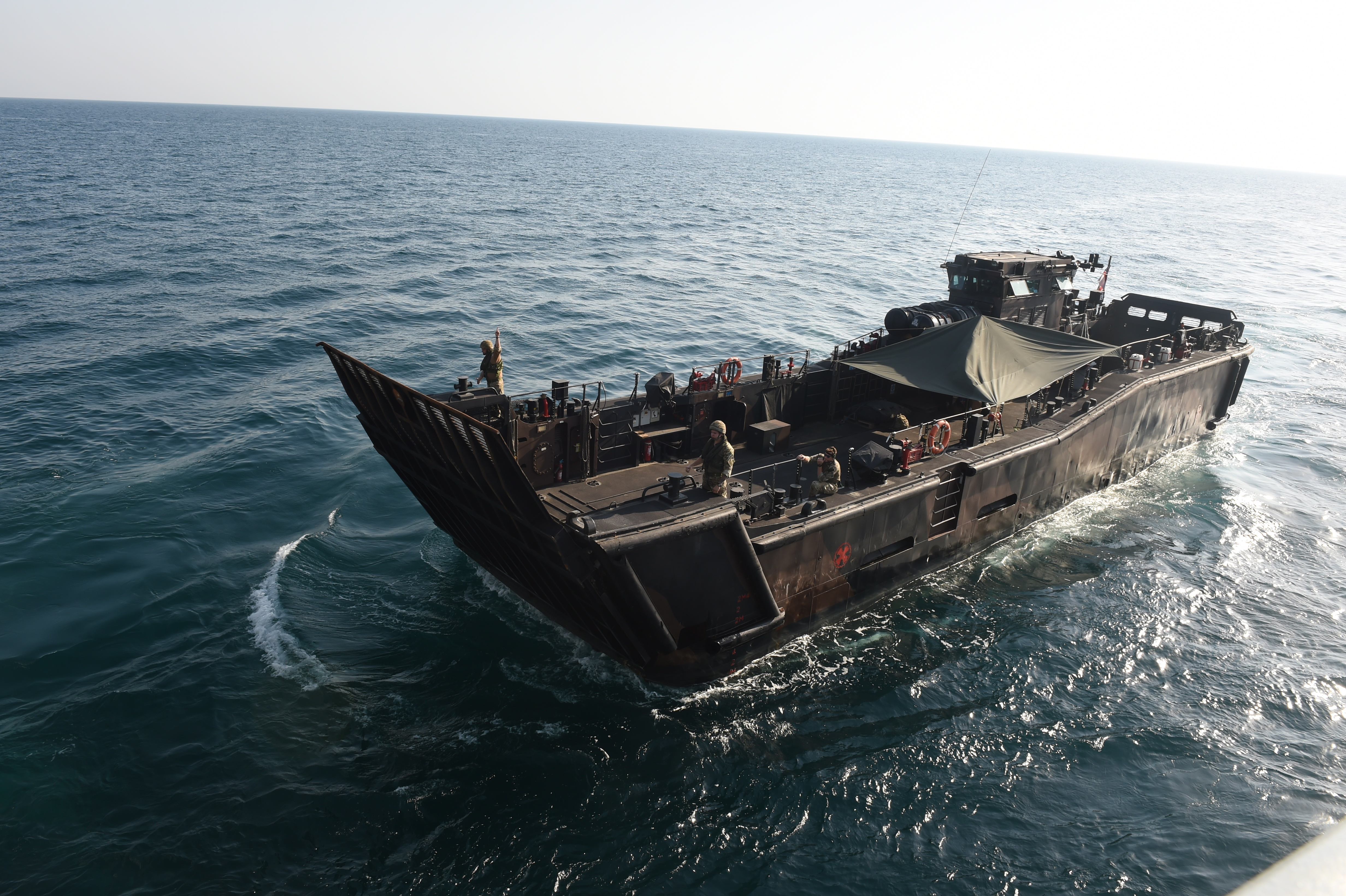
Десантний катер Mk10.
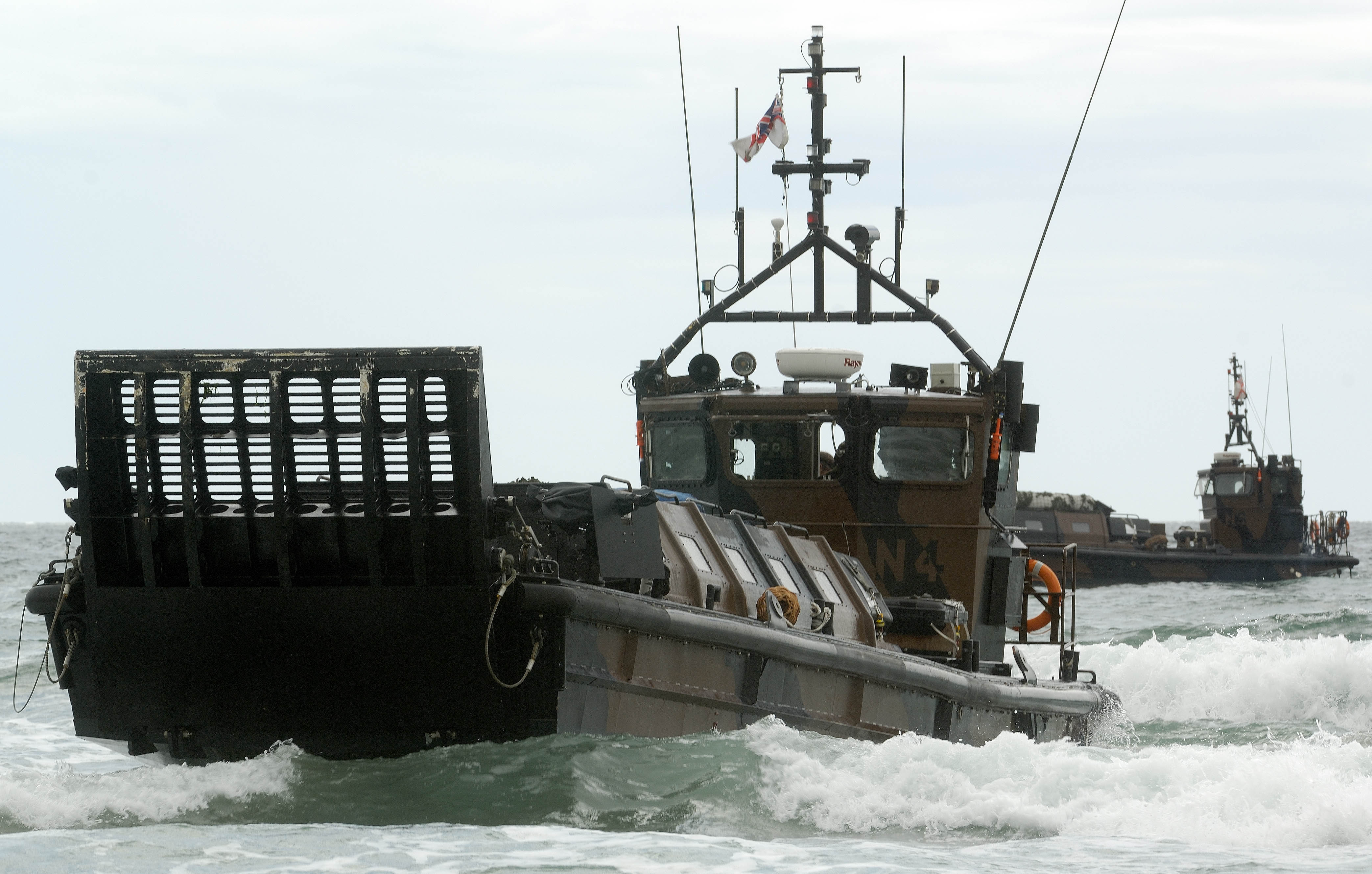
Десантне судно Mk5.
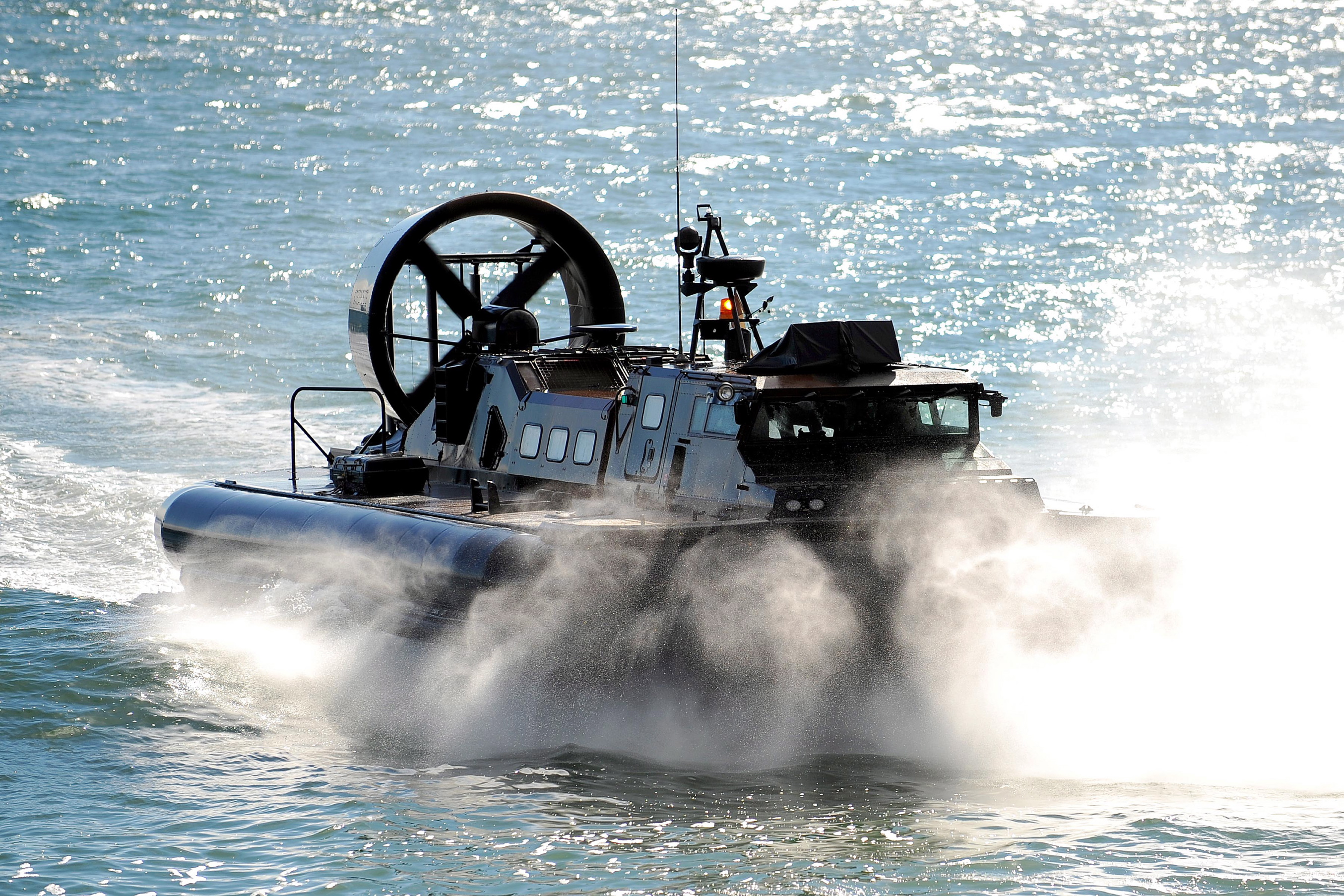
Десантний корабель на повітряній подушці.

## Призначення
Королівська Морська піхота являє собою високомобільні амфібійні сили постійної готовності, здатні діяти в будь-якій точці земної кулі та у будь-яких кліматичних зонах. Королівська морська піхота Великої Британії входить до складу військово-морських сил Великої Британії.

## Організація
3-тя диверсійно-десантна бригада (англ. 3 Commando Brigade, гарнізон — база Стоунхаус — англ. Royal Marines Stonehouse)
- 40-й диверсійно-десантний батальйон морської піхоти (англ. 40 Commando Royal Marines, база Нортон-Менор[36])
- 42-й диверсійно-десантний батальйон морської піхоти (англ. 42 Commando Royal Marines, база Біклі[37])
- 45-й диверсійно-десантний батальйон морської піхоти (англ. 45 Commando Royal Marines, база Кондор[38])
- 43-й диверсійно-десантний батальйон морської піхоти — Група захисту Флоту — (англ. 43 CDO FPGPRM — 43 Commando Fleet Protection Group Royal Marines, база Клайд[39])
- Група підтримки командування десантних сил Великої Британії (англ. UK Landing Force Command Support Group)
- 539-й дивізіон плавзасобів морської піхоти (штурмовий) (англ. 539 Assault Squadron Royal Marines, база Тамар[40])
- Диверсійно-десантний полк матеріально-технічного забезпечення (англ. Commando Logistics Regiment, база Чивенор[41])
- Надані армійські підрозділи:
  - 29-й диверсійно-десантний полк Королівської артилерії (англ. 29 Commando Regiment Royal Artillery)
  - 59-та окрема диверсійно-десантна рота Королівських інженерних військ (англ. 59 Independent Commando Squadron Royal Engineers)
  - 131-ша окрема диверсійно-десантна рота Королівських інженерних військ (англ. 131 Independent Commando Squadron Royal Engineers)
- Навчальний центр (англ. Commando Training Centre)
- Загін інструкторів по гірській підготовці (Mountain Leader Training Cadre), навчальний центр морської піхоти в Лімпстоні, Девон[42]

Інші підрозділи морської піхоти:
- 47-й диверсійно-десантний батальйон морської піхоти (штурмовий) (англ. 47 Commando Royal Marines[a], база Тамар[43])

Оркестрова служба морської піхоти (англ. Royal Marines Band Service)
- Музична школа морської піхоти (англ. Royal Marines School of Music)

Резерви морської піхоти (англ. Royal Marines Reserves)
- Резерв морської піхоти Лондона (англ. RMR London)
  - CHATHAM
  - PORTSMOUTH
  - HENLEY
- Резерв морської піхоти Шотландії (англ. RMR Scotland)
  - GREENOCK
  - DUNDEE
  - EDINBURGH
  - INVERNESS
- Резерв морської піхоти Брістоля (англ. RMR Bristol)
  - POLE
  - PLYMOUTH
  - LYMPSTONE
  - CARDIFF
- Резерв морської піхоти Мерсісайда (англ. RMR Merseyside)
  - BIRMINGHAM
  - MANCHESTER
- Резерв морської піхоти Тайн (англ. RMR Tyne)

## Знаки розрізнення

### Генерали та офіцери
| Погон                    | Генерал | Генерал-лейтенант  | Генерал-майор | Бригадир          | Полковник | Підполковник       | Майор | Капітан | Лейтенант         | Другий лейтенант  | Кадет         |
| Англійське звання        | General | Lieutenant-General | Major General | Brigadier         | Colonel   | Lieutenant Colonel | Major | Captain | First Lieutenant  | Second Lieutenant | Officer Cadet |
| Українська відповідність | Генерал | Генерал-лейтенант  | Генерал-майор | Бригадний генерал | Полковник | Підполковник       | Майор | Капітан | Старший лейтенант | Лейтенант         | немає         |

### Унтер-офіцери і солдати
| Категорії               | Унтер-офіцери     | Унтер-офіцери     | Сержанти        | Сержанти | Солдати          | Солдати        | Солдати |
| ----------------------- | ----------------- | ----------------- | --------------- | -------- | ---------------- | -------------- | ------- |
| Нарукавний знак         |                   |                   |                 |          |                  |                | немає   |
| Англійське звання       | Warrant Officer 1 | Warrant Officer 2 | Colour Sergeant | Sergeant | Corporal         | Lance Corporal | Marine  |
| Український відповідник | Майстер-сержант   | Штаб-сержант      | Старший сержант | Сержант  | Молодший сержант | Старший матрос | Матрос  |

## Уніформа
Сучасна Королівська морська піхота зберігає ряд традиційних предметів у обмундируванні. Сюди входить повсякденна зелена форма «Lovat» із зеленим беретом, темно-синя парадна форма з шоломом Wolseley Pattern (загальновідомим як «корковий шолом») або біло-червоний картуз, червоно-синя парадна форма для офіцерів і старших сержантів при несенні служби у тропіках.

## Галерея

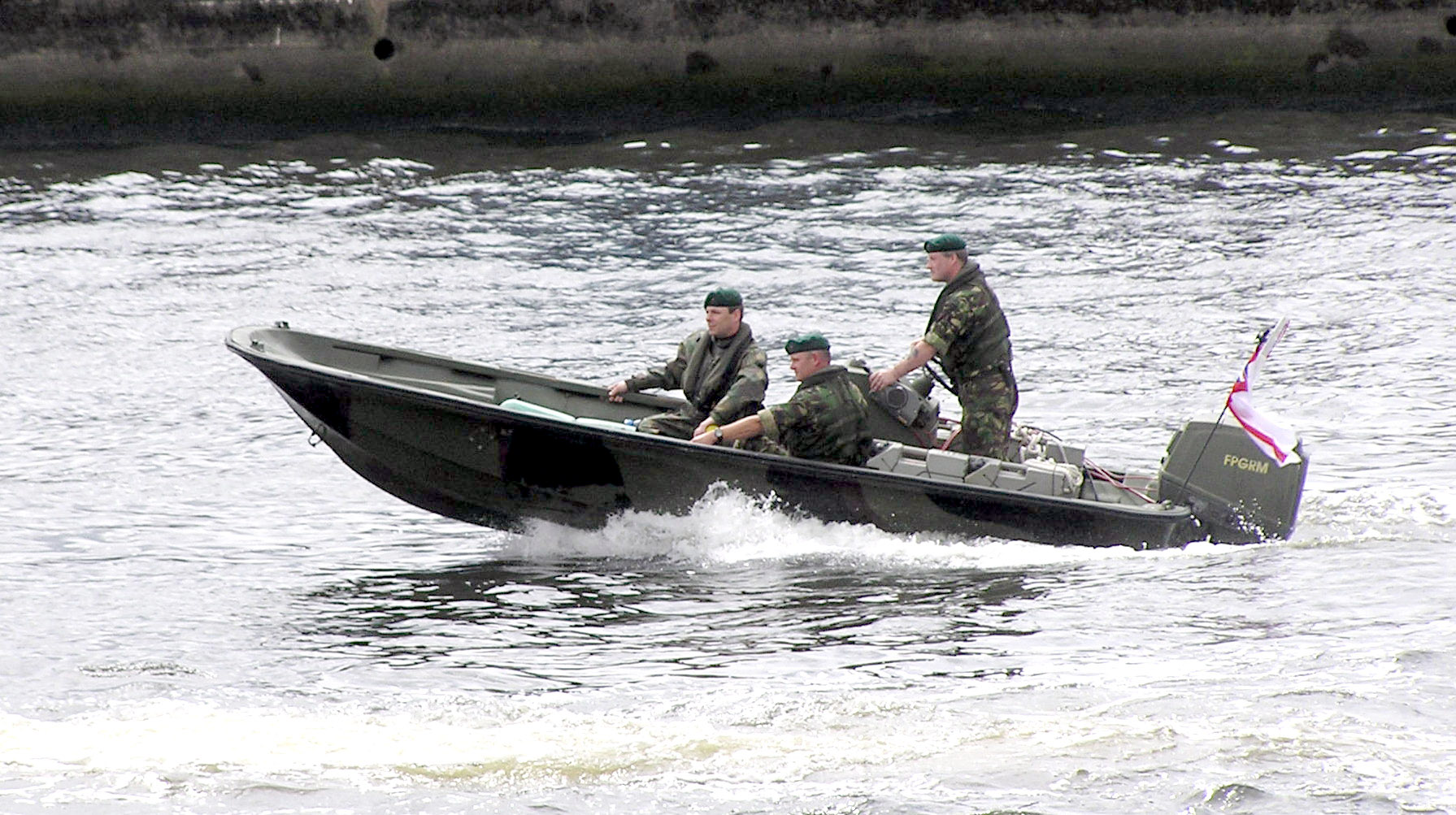
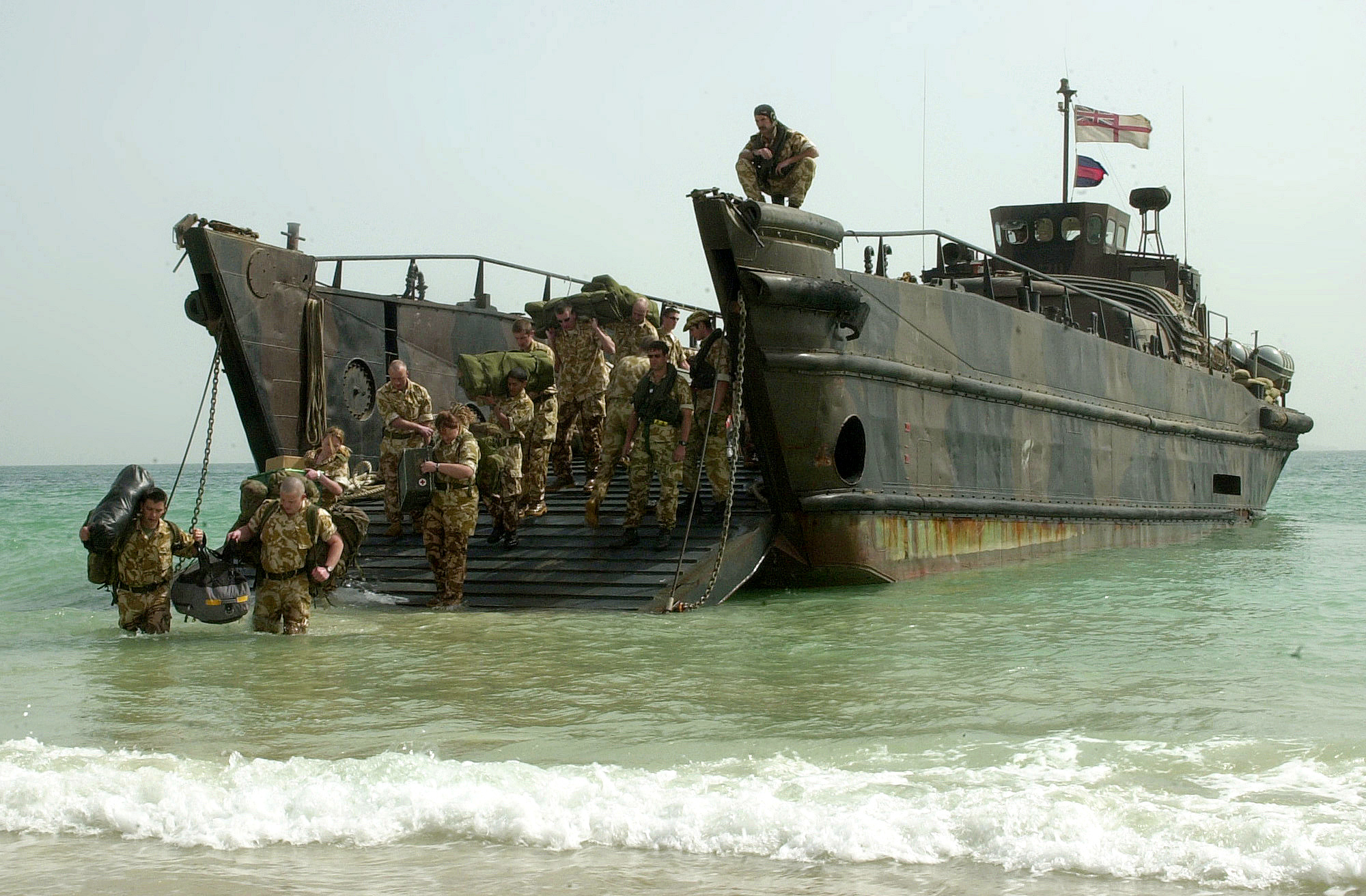
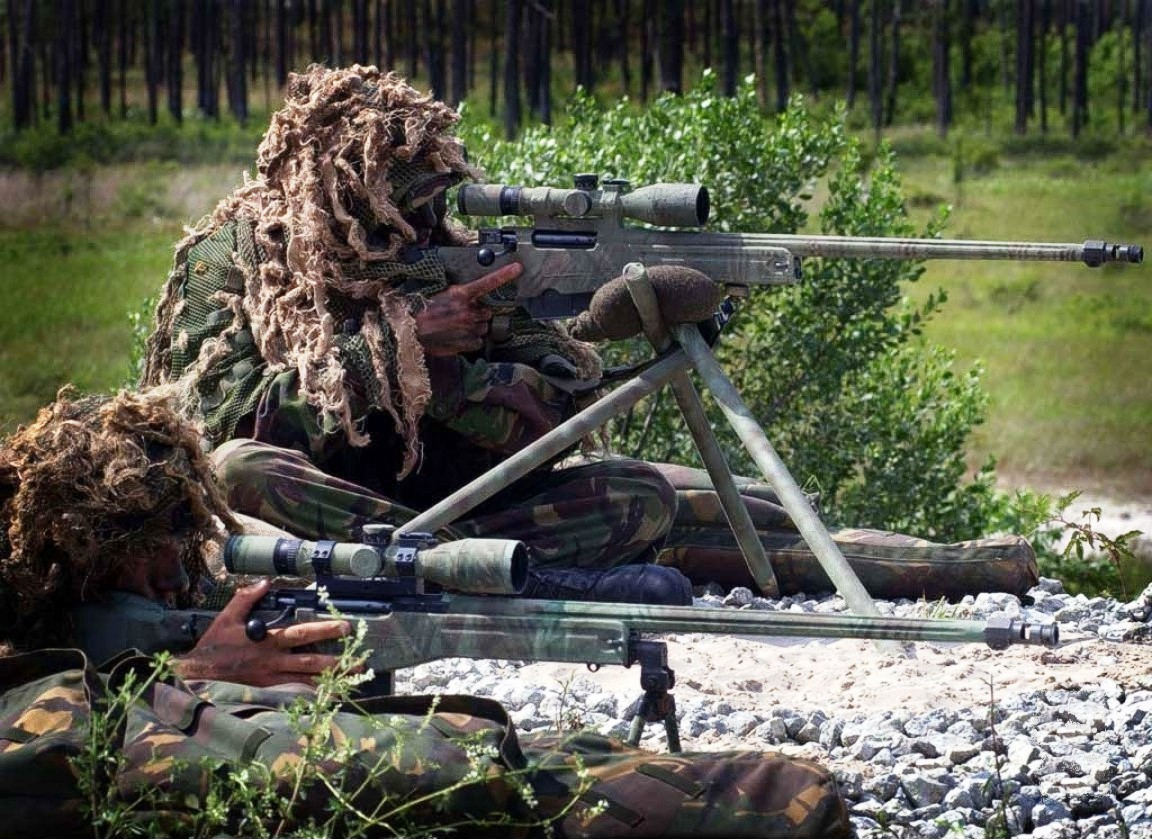
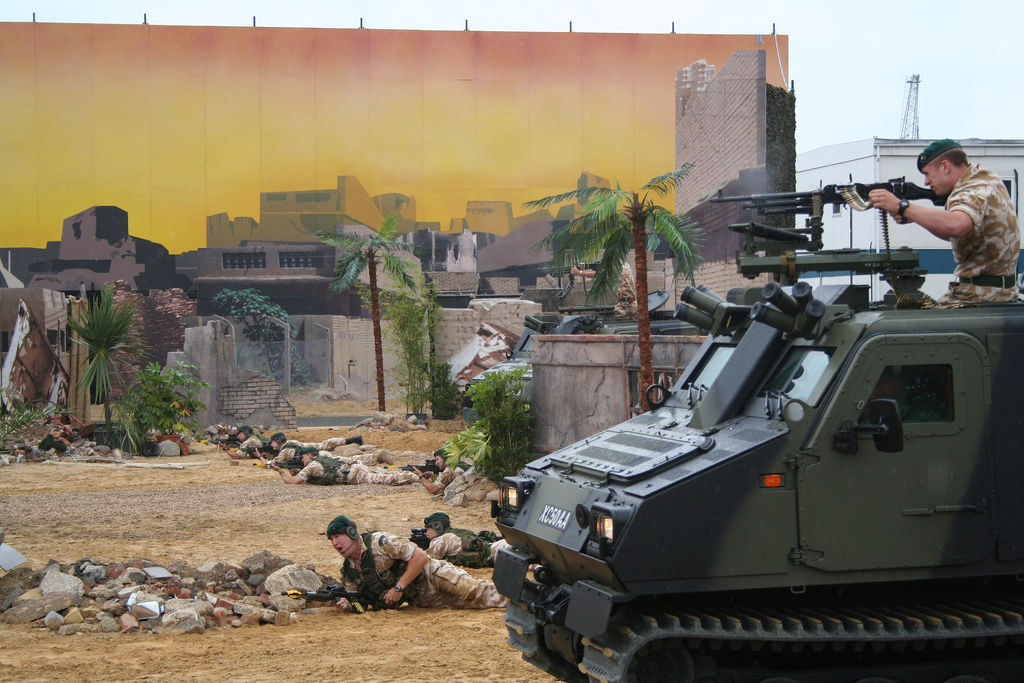
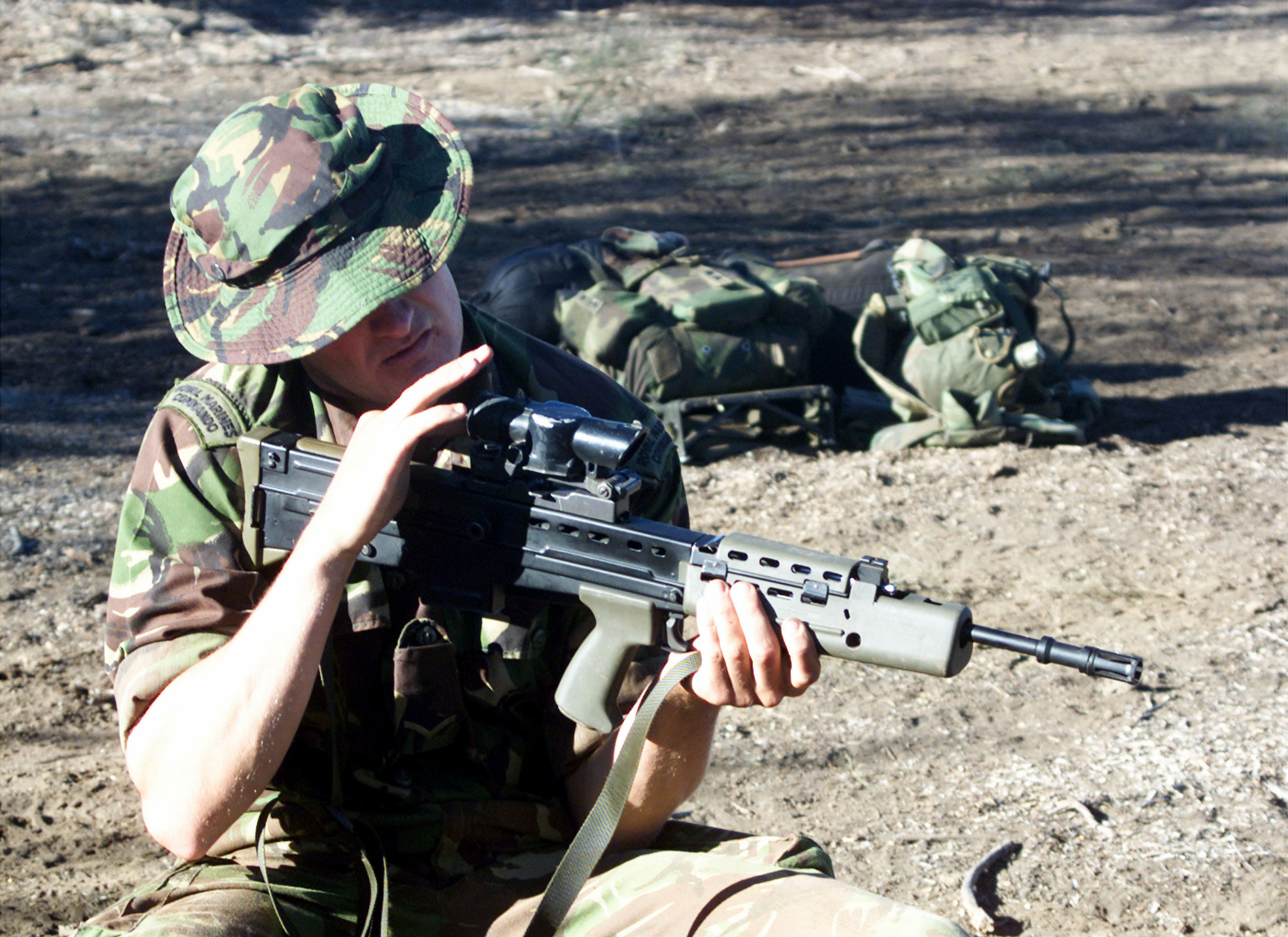